# Rhodope placozophagus
Rhodope placozophagus is een slakkensoort uit de familie van de Rhodopidae. De wetenschappelijke naam van de soort werd voor het eerst geldig gepubliceerd in 2017 door Cuervo-González.